# Czubajeczka czarnołuskowa

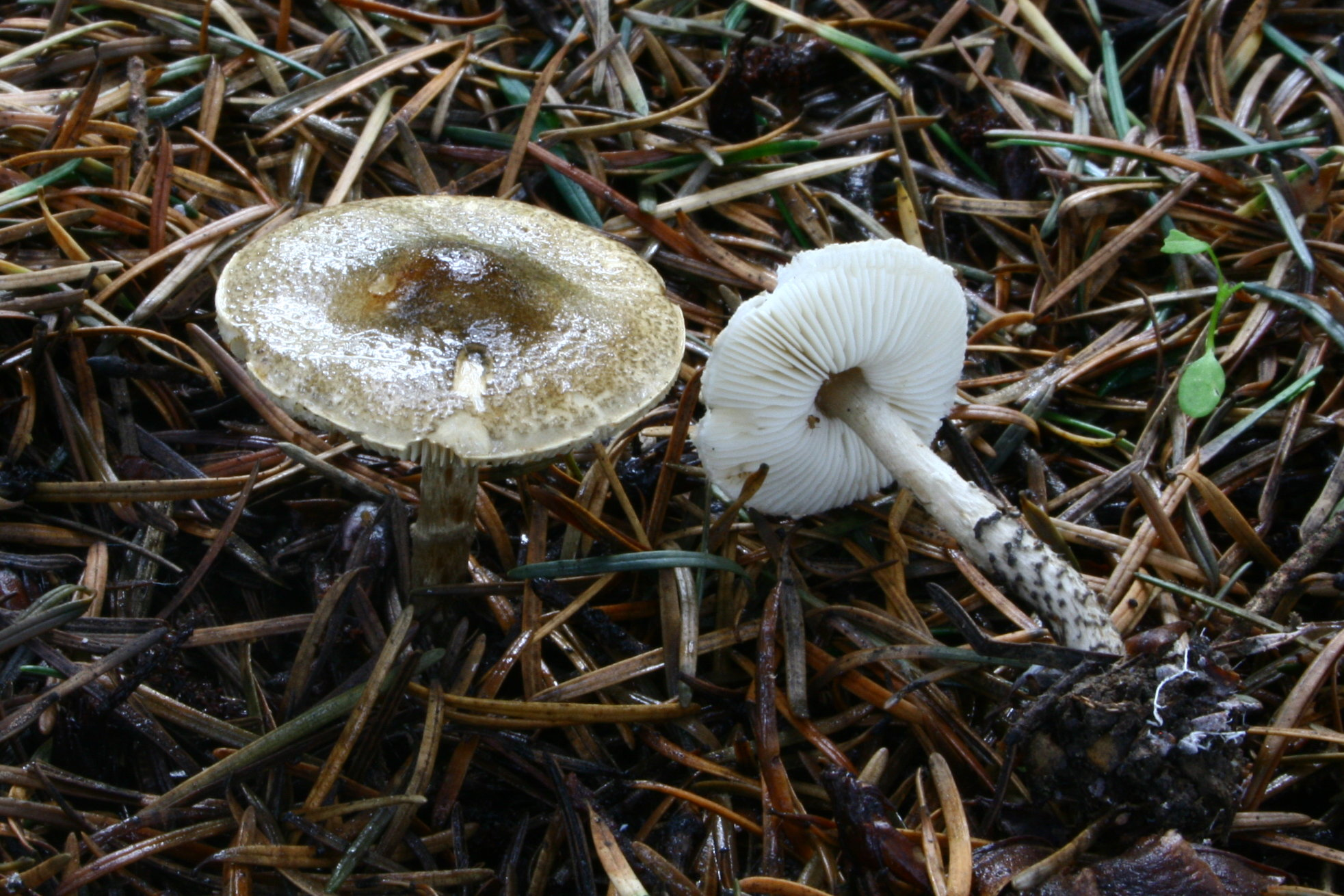

Czubajeczka czarnołuskowa (Lepiota felina (Pers.) P. Karst.) – gatunek grzybów z rodziny pieczarkowatych (Agaricaceae).

## Systematyka i nazewnictwo
Pozycja w klasyfikacji według Index Fungorum: Lepiota, Agaricaceae, Agaricales, Agaricomycetidae, Agaricomycetes, Agaricomycotina, Basidiomycota, Fungi.
Po raz pierwszy zdiagnozował go w 1801 r. Christiaan Hendrik Persoon  nadając mu nazwę Agaricus felinus. Obecną, uznaną przez Index Fungorum nazwę nadał mu P. Karsten w 1879 r.
Synonimy:

- Agaricus clypeolarius var. felinus 1821
- Agaricus felinus Pers. 1801
- Lepiota clypeolaria var. felina 1876
- Lepiota felina (Pers.) P. Karst. 1879 f. felina
- Lepiota felina f. lilacina Bon 1981
- Lepiota felina f. subrobusta Bon 1993
- Lepiota felina (Pers.) P. Karst. 1879 var. felina
- Lepiota felina var. lilacina Bon 1993
- Mastocephalus felinus (Pers.) Kuntze 1891

Nazwę polską zaproponował Władysław Wojewoda w 2003 r.

## Morfologia
Kapelusz
Średnica 1,5–3 cm, początkowo wypukły, potem płaski z tępym garbkiem. Powierzchnia o barwie białej z ciemniejszym, niemal czarnym środkiem. Pokryta jest koncentrycznie ułożonymi, dużymi w stosunku do średnicy kapelusza, ciemnobrązowymi łuskami.
Trzon
Wysokość od 2,5 do 4 cm, średnica od 0,2 do 0,4 cm, cylindryczny. Pierścień na górnej stronie białokremowy, na dolnej brązowy.
Blaszki
Wolne, stłoczone, początkowo białe, potem ciemniejsze.
Miąższ
Biały, cienki, bez smaku, o ziemistym zapachu.
Wysyp zarodników
Biały. Zarodniki o kształcie od elipsoidalnego do jajowatego, gładkie, amyloidalne, o rozmiarach 6,5–8 × 3,5–4 μm.

## Występowanie i siedlisko
Znane jest występowanie tego gatunku w Europie, Ameryce Północnej, Brazylii, Korei i Japonii. Na terenie Polski do 2003 r. podano tylko 2 stanowiska: w Roztoczańskim Parku Narodowym i Pienińskim Parku Narodowym.
W Polsce występuje w lasach i na łąkach,. Zanotowano jego występowanie pod jodłą, świerkiem i topolą osiką.

## Znaczenie
Saprotrof. Prawdopodobnie jest grzybem trującym, w każdym razie ze względu na możliwość pomylenia jej z innymi, podobnymi i trującymi grzybami odradza się jej zbieranie do celów spożywczych. Ze względu na niewielkie rozmiary i rzadkość występowania i tak nie ma znaczenia użytkowego.

## Gatunki podobne
- Czubajeczka różowobrązowa (Lepiota pseudolilacea). Ma łuski w kolorze od szarobrązowego do brudnobrązowego[6].
- Czubajeczka cuchnąca (Lepiota cristata). Jest większa, ma jaśniejszy kapelusz i nieprzyjemny zapach[4].